# Institut celoživotního vzdělávání Mendelovy univerzity v Brně
Institut celoživotního vzdělávání Mendelovy univerzity v Brně je vědecký ústav pod MENDELU a zajišťuje rozšiřování vzdělání absolventům středních, ale i vysokých škol. Zaměřuje se i na vzdělání seniorů, na tzv. Univerzitu třetího věku. Jeho součástí je Poradenské centrum se zaměřením na profesní, studijní a psychologické poradenství.

## Organizační struktura
- Institut celoživotního vzdělávání Mendelovy univerzity v Brně (institut)  -  Kancelář ředitele (organizační jednotka) • 
  -  Oddělení sociálních věd (organizační jednotka) • 
  -  Oddělení dalšího odborného vzdělávání (organizační jednotka) • 
  -  Oddělení vzdělávání seniorů (organizační jednotka) • 
  -  Poradenské a profesní centrum (organizační jednotka) • 
  -  Oddělení expertního inženýrství (organizační jednotka) •